# Acende o Fogo
"Acende o Fogo" é um single do cantor brasileiro Davi Sacer, lançado em junho de 2017.
Canção de trabalho do álbum DNA (2017), foi anunciada com antecedência por Sacer, e estreia sua parceria com André Cavalcante na produção musical. Paralelamente ao lançamento da música, também foi liberada uma versão em videoclipe, gravada no Rio de Janeiro e com direção de Bruno Bennec. Para gravar o clipe, o músico e sua equipe tiveram que percorrer uma trilha, que desafiou, em termos de saúde, o cantor, que teve paralisia infantil enquanto criança.[carece de fontes?]

## Faixas
| N.º | Título          | Compositor(es) | Duração |  |
| 1.  | "Acende o Fogo" |                | 5:43    |  |